# Mary Carrillo
María Carrillo Moreno, coneguda com a Mary Carrillo (Toledo, 14 d'octubre de 1919 – Madrid, 31 de juliol de 2009) va ser una actriu espanyola de teatre i de cinema. Va debutar, com actriu, l'any 1936 i es va mantenir activa professionalment durant gairebé 60 anys. Va participar en nombroses pel·lícules, per exemple, Marianela (Benito Perojo, 1940), guardonada a la Biennal de Venècia, i obres de teatre, com ara, La muerte da un paso atrás (Horacio Ruiz de la Fuente, 1963) o La vieja señorita del paraíso (Antonio Gala, 1980).

## Filmografia

### Cinema
| - Eterna mártir (1937), de Juan Orol - Don Juan Tenorio (1937), de René Cardona - Marianela (1940), de Benito Perojo - Fiebre (1943), de Primo Zeglio - El doncel de la reina (1946), d'Eusebio Fernández Ardavín - Tres espejos (1947), de Ladislao Vajda - El pisito (1959), de Marco Ferreri - Las legiones de Cleopatra (1959), de Vittorio Cottafavi - Escuela de seductoras (1962), de León Klimovsky - Nueve cartas a Berta (1966), de Basilio Martín Patino - Los chicos del Preu (1967), de Pedro Lazaga - Las secretarias (1968), de Pedro Lazaga - No le busques tres pies... (1968), de Pedro Lazaga - ¿Es usted mi padre? (1971), d'Antonio Giménez Rico - Separación matrimonial (1973), d'Angelino Fons - El love feroz ó Cuando los hijos juegan al amor (1973), de José Luis García Sánchez - Un hombre como los demás (1974), de Pedro Masó - Hasta que el matrimonio nos separe (1976), de Pedro Lazaga - Colorín colorado (1976), de José Luis García Sánchez - Hasta que el matrimonio nos separe (1977), de Pedro Lazaga - Al fin solos, pero... (1977), d'Antonio Giménez Rico - Tengamos la guerra en paz (1977), d'Eugenio Martín - Las truchas (1978), de José Luis García Sánchez | - Al servicio de la mujer española (1978), de Jaime de Armiñán - La Sabina (1979), de José Luis Borau - El crimen de Cuenca (1980), de Pilar Miró - Gary Cooper, que estás en los cielos (1980), de Pilar Miró - F.E.N. (1980), d'Antonio Hernández - La mano negra (1980), de Fernando Colomo - Crónica de un instante (1981), de José Antonio Pangua - Quiero soñar (1981), de Juan Logar - Cariñosamente infiel (1981), de Javier Aguirre - Rocky Carambola (1981), de Javier Aguirre - La colmena (1982), de Mario Camus - Entre tinieblas (1983), de Pedro Almodóvar - Mar brava (1983), d'Angelino Fons - Akelarre (1984), de Pedro Olea - Los santos inocentes (1984), de Mario Camus - La chica de la piscina (1987), de Ramón Fernández - El niño de la luna (1989), d'Agustí Villaronga - Una mujer bajo la lluvia (1992), de Gerardo Vera - Más allá del jardín (1996), de Pedro Olea - Zero/infinito (2002,veu) - Esta noche, no (2002) |

### Televisió
- Estudio 1 (1967-1973)
- La pequeña comedia (1968)
- Historias naturales (1968)
- Teatro de siempre (1968-1971)
- Fábulas (1970)
- Novela (1970)
- Eva frente al espejo (1970)
- Las tentaciones(1970)
- Cuentos y leyendas (1972)
- Fortunata y Jacinta (1980)
- Les chevaux du soleil (1980)
- Mamá quiere ser artista (1997)
- ¡Qué grande es el teatro! (1997)

## Teatre
- Nuestra Natacha (1935), d'Alejandro Casona
- Prohibido suicidarse en primavera (1937), d'Alejandro Casona
- La florista de la Reina (1940), de Luis Fernández Ardavín
- La casa (1946), de José María Pemán
- La visita que no llamó al timbre (1949), de Joaquín Calvo Sotelo
- Al amor hay que mandarlo al colegio (1950), de Jacinto Benavente
- Criminal de guerra (1951), de Joaquín Calvo Sotelo
- Un día de abril (1952), de Doddie Smith.
- El jefe (1953), de Joaquín Calvo Sotelo
- Diálogos de Carmelitas (1954), de Georges Bernanos
- La alondra (1954), de Jean Anouilh
- Crimen perfecto (1954), de Frederick Knott
- La muerte de un viajante (1954), d'Arthur Miller
- La vida es sueño (1955), de Calderón de la Barca
- Juli Cèsar (1955), de William Shakespeare
- Historia de un resentido (1956), de Joaquín Calvo Sotelo
- La novia del espacio (1956), de José López Rubio
- El cielo dentro de casa (1957), de Alfonso Paso
- Los tres etcéteras de Don Simón (1958), de José María Pemán
- La encantadora familia Bliss (1959), de Noel Coward
- Aurelia y sus hombres (1961), de Alfonso Paso
- ¿Quién quiere una copla del Arcipreste de Hita? (1965), de José Martín Recuerda
- ¿Quién teme a Virginia Woolf? (1966), d'Edward Albee
- Divinas palabras (1969), de Ramón María del Valle-Inclán
- Madre Coraje y sus hijos (1969), de Bertolt Brecht
- Los buenos días perdidos (1972), d'Antonio Gala.
- ¿Por qué corres, Ulises? (1975), d'Antonio Gala.
- En busca de Marcel Proust (1978).
- La vieja señorita del paraíso (1980), d'Antonio Gala.
- La enemiga (1982), de Dario Niccomedi.
- Buenas noches, madre (1984), amb Concha Velasco.
- La casa de los siete balcones (1989), d'Alejandro Casona
- Sorpresas (1989)
- Los buenos días perdidos (1991), amb la seva filla Teresa
- Hora de visita (1994-1995), de José Luis Alonso de Santos

## Premis i nominacions
| Any  | Premi                                         | Categoria                            | Títol               | Resultat   |
| ---- | --------------------------------------------- | ------------------------------------ | ------------------- | ---------- |
| 1960 | Premi del Cercle d'Escriptors Cinematogràfics | Millor actor                         | El pisito           | Guanyadora |
| 1968 | Premis Ondas                                  | Millor actriu de televisió           |                     | Guanyadora |
| 1983 | Premi del Cercle d'Escriptors Cinematogràfics | Millor actriu secundària             | La colmena          | Guanyadora |
| 1971 | Fotogramas de Plata                           | Millor intèrpret de televisió        | Las tentaciones     | Nominada   |
| 1997 | Premis Goya                                   | Millor actriu secundària             | Más allá del jardín | Guanyadora |
| 1996 | Premi d'Unió de Actors                        | Per la seva trajectòria professional |                     | Guanyadora |

Altres premis
- Premi Nacional de Teatre (1949 i 1961)
- Medalla d'Or del Cercle de Belles Arts (1948 i 1982)
- Medalla d'Or de Valladolid (1955)
- Premi Carabelle de París (1956)
- Premi de la Crítica de Barcelona (1963)
- Premi de Teatre d'Avilés (1964)
- Premi York (1966)